# 樋口瑞姫
樋口 瑞姫（ひぐち みずき 1993年3月4日 - ）は、富山県出身の日本の女優。

## 来歴
- 2007年 第1回TOYAMA映画デビューオーディショングランプリ受賞。

## 人物
- 片山学園高等学校在籍。中学校時代はバドミントン部、ダンス部の部長を務めた。
- 元イトーカンパニーリセ所属

## 出演

### 映画
- 劒岳 点の記（2009年）
- ほしのふるまち（2011年）